# Operatie Condor

Actieve leden
Minder actieve leden
Ondersteunend

Operatie Condor is de codenaam van het samenwerkingsverband van Latijns-Amerikaanse regimes in de jaren zeventig en begin jaren tachtig. 
Tijdens het bewind van de Amerikaanse presidenten Richard Nixon en Gerald Ford en hun minister van Buitenlandse Zaken Henry Kissinger kwam in Zuid-Amerika, met hulp van het Witte Huis, een aantal militaire regimes aan de macht. Deze regimes moesten korte metten maken met actieve linkse bewegingen, al dan niet opstandig en al dan niet gewelddadig.
Op initiatief van de Chileense president Augusto Pinochet kwamen in november 1975 afgevaardigden bijeen van Chili, Argentinië, Brazilië, Bolivia, Paraguay en Uruguay. Ook de Verenigde Staten waren vertegenwoordigd, terwijl de leiding berustte bij Manuel Contreras, hoofd van de Chileense geheime politie DINA.
Belangrijkste gevolg van de samenwerking was de uitlevering door politie, geheime diensten en legeronderdelen van voortvluchtige "subversieve elementen" aan hun land van herkomst. Zo heeft Operatie Condor hoogstwaarschijnlijk duizenden andersdenkenden het leven gekost.
De operatie is enige tijd geheim gebleven, maar onder het presidentschap van Fords opvolger Jimmy Carter heeft de Central Intelligence Agency (CIA) op last van het Amerikaans Congres documenten gepubliceerd over zijn betrokkenheid. In 1992 werden in een politiebureau in de Paraguayaanse hoofdstad Asunción bij toeval diverse archieven van Condor gevonden.